# Panao (distrito)
O Distrito peruano de Panao é um dos quatro distritos que formam a Província de Pachitea, situada no Departamento de Huánuco, pertencente a Região Huánuco, na zona central do Peru.

## Transporte
O distrito de Panao é servido pela seguinte rodovia:
- PE-18A, que liga o distrito de Luyando à cidade de Pillco Marca
- PE-18D, que liga o distrito de Pozuzo (Região de Pasco) à cidade de San Rafael[1][2][3]